# Ni d'Aquari
Ni d'Aquari (ν Aquarii) és una estrella de la constel·lació d'Aquari. És una estrella gegant groga del tipus G de la magnitud aparent +4,50. Està aproximadament a 164 anys llum de la Terra.